# Wixom
Wixom ist eine Stadt (City) in Oakland County, Michigan, USA. Das U.S. Census Bureau hat bei der Volkszählung 2020 eine Einwohnerzahl von 17.193 ermittelt. 
In dem nordwestlichen Vorort von Detroit befand sich von 1957 bis 2013 das einst profitabelste Automobilwerk Wixom Assembly Plant, in dem etwa der Ford GT und das Lincoln Town Car gefertigt wurden. Noch heute hat der Zulieferer Behr-Hella Thermocontrol hier einen Standort.